# Volksbank Schwarzwald-Donau-Neckar
Die Volksbank Schwarzwald-Donau-Neckar eG ist eine Genossenschaftsbank mit Sitz in Tuttlingen in Baden-Württemberg. Sie entstand im Jahr 2016. Durch zahlreiche Fusionen vor allem im Landkreis Tuttlingen gehört sie zu den größeren Genossenschaftsbanken in Deutschland.

## Geschichte

### Gründungsphase bis 1918
1864 wurde die erste Volksbank in Tuttlingen (Württemberg) gegründet. Zwei Jahre später wurde mit der Handwerkerbank die erste Genossenschaftsbank in Spaichingen gegründet. Erst später, 1872, erhielt die aufstrebende Arbeiterstadt Schwenningen mit der Gewerbebank Schwenningen eGmbH eine von 46 Bürgern gegründete Genossenschaftsbank. Bis zum Ersten Weltkrieg wurden in vielen weiteren Gemeinden der Oberämter Tuttlingen und Spaichingen Genossenschaftsbanken gegründet.

### Konsolidierung ab 1945
Noch in der Französischen Besatzungszone und vor Einführung der Deutschen Mark fusionierten 1948 die Handwerkerbank Spaichingen mit dem Darlehenskassenverein Spaichingen (gegründet 1896). Die Volksbank Tuttlingen vergrößerte sich in den 50er Jahren durch die Volksbank Aldingen (1953) und die Volksbank Möhringen (1957). 1968 verschmolz die Sparda Reichenbach mit der Wehinger Bank. Im selben Jahr schlossen sich die Volksbanken in Rietheim, Balgheim, Weilheim, Wurmlingen und 1969 Dürbheim bzw. 1970 Hausen zur Volksbank Rietheim zusammen. 1970 vereinigten sich die Genossenschaftsbank Bubsheim mit dem Darlehnskassenverein Böttingen zur Raiffeisenbank Heuberg. 1970 vergrößerte sich die Volksbank Tuttlingen um die Volksbanken in Nendingen und Aixheim und überstieg so im nächsten Jahr die Bilanzsumme von 100 Mio. DM. Der Schwenninger Volksbank gelang dies 1972. 1980 verschmolz die Raiffeisenbank Deilingen-Delkhofen mit der Wehinger Bank. Im selben Jahr fusionierten die Volksbanken Neuhausen und Seitingen-Oberflacht bzw. 1987 die Volksbank Immendingen mit der Volksbank Tuttlingen. Die Volksbank Rietheim und die Volksbank Spaichingen fusionierten 1991. Der Zusammenschluss mit der Volksbank Tuttlingen folgte 1997, welche dadurch eine Bilanzsumme von über 1 Mrd. DM erreichte. 1993 vereinigten sich die Wehinger Bank und die Raiffeisenbank Heuberg zur Raiffeisenbank Wehingen-Heuberg.

### Entwicklung seit 2000
Im Jahr 2000 wurde die Volksbank Donau-Neckar als Zusammenschluss der Schwenninger Volksbank, der Volksbank Tuttlingen und der Volksbank Wehingen-Heuberg gegründet. Schon ein Jahr später fusionierte sie mit der Raiffeisenbank Südlicher Heuberg. Eine der Nachwirkungen der Fusion brachte das Institut im Jahre 2005 in finanzielle Schieflage. Da hauptsächlich im Bereich der Unternehmenskredite mehrere Millionen Euro nicht abgesichert waren, musste die Bank Hilfe durch den genossenschaftlichen Einlagensicherungsfonds beantragen, jedoch wohl nicht beanspruchen. Es wurde ein Einstellungsstopp verhängt, das Institut sanierte sich bis zum Jahre 2006/2007 aus eigener Kraft. Im Jahre 2016 folgte die Fusion mit der in Schramberg ansässigen, rund 16.000 Mitglieder zählenden Volksbank Schwarzwald-Neckar. Die Firma wurde daraufhin in Volksbank Schwarzwald-Donau-Neckar eG geändert.
Im Jahr 2024 fusionierte die Volksbank Schwarzwald-Donau-Neckar eG mit der Volksbank Meßkirch eG.

## Verbund
Als Mitglied des VR-Netzwerkes hat die Bank unter anderem die Bausparkasse Schwäbisch Hall, die R+V Versicherung, die DZ Bank, EasyCredit, Union Investment und VR Leasing als Verbundpartner.